# Castellers de Pen Lleyn
Els Castellers de Pen Lleyn van ser una colla castellera amb seu a Pwllhelim, un poble de la península de Llŷn a Gal·les. Va ser fundada el 2016 per iniciativa d'un gal·lès que després de veure el Concurs de Castells de Tarragona va voler fer castells al seu poble. Va començar realitzant tallers amb la col·laboració dels Castellers of London. Tenien l'objectiu de participar al Concurs de Castells de Tarragona 2018.
És l'única colla castellera de l'exterior fundada només per gent del territori, majoritàriament gal·loparlant, sense cap nexe amb Catalunya.